# Вознесенка (Аляска)
Вознесе́нка (англ. Voznesenka) — населённый пункт на полуострове Кенай в штате Аляска, в 40 км к востоку от города Хомера. Является одним из нескольких поселений русских староверов в статистически обособленной местности Фокс-Ривер[уточнить].

## Краткие сведения
Деревня была основана в 1985 году жителями, которые решили покинуть Николаевск и основать новые поселения в районе залива Качемак. Посёлок расположен на утёсе над Качемакским заливом. С возвышенной местности сходит тропа длиной в 300 м к пляжу; по этой дороге пешком или на машине (за исключением времени высокого прилива) можно добраться до Качемак-села. В деревне проживает более 40 семей. Несмотря на то что поселение является невключённой территорией, оно имеет собственного градоначальника[уточнить], муниципальный совет и управление водными ресурсами. Имеются церковная община и государственная школа.
Хомер с деревней соединяет асфальтированная дорога, которая сменяется гравийной на подступах к населённому пункту. В 2009 году Вознесенка пострадала от бушевавшего в округе пожара.